# Селахаттин Озгюндюз
Селахаттин Озгюндюз (тур. Selahattin Özgündüz) — религиозный лидер джафаритов в Турции. Родился в городе Тузлуджа в Ыгдыре в Аликёсе. С детства изучал коранические науки и персидский язык. Не сумев получить вид на жительство в Иране, переехал жить в иракский ан-Наджаф, где изучал усуль аль-фикх, калам, тафсир. Вернувшись в Турцию, работал в различных местах, живя в Ташличай в иле Агры. Основал религиозный джамаат «Харакат Зейнабийе» в 1978 году. Написал несколько книг.